# Puchar Spenglera 2019
93. edycja Pucharu Spenglera rozgrywana była od 26 do 31 grudnia 2019. Mecze odbyły się w hali Vaillant Arena.
Do turnieju oprócz drużyny gospodarzy HC Davos oraz tradycyjnie uczestniczącego Teamu Canada zaproszono cztery drużyny: HC Oceláři Trzyniec, TPS Turku, Saławat Jułajew Ufa oraz HC Ambrì-Piotta. Po zwiększeniu turnieju do sześciu drużyn rozgrywki podzielono na dwie grupy. Pierwsza nazwana została na cześć Richarda Torrianiego dwukrotnego brązowego medalistę igrzysk olimpijskich w hokeju na lodzie z 1928 i 1948 oraz srebrnego medalistę mistrzostw świata w saneczkarstwie w jedynkach mężczyzn z 1957 roku. Wszystkie te medale zdobył w Davos. Druga grupa została nazwana na część Hansa Cattini oraz Ferdinanda Cattini. Cała trójka grała w przeszłości w zespole HC Davos.
Z racji podziału na grupy po rozegraniu meczów fazy grupowej odbyły się dwa spotkania o awans do półfinałów turnieju. Zwycięzcy półfinałów rozegrali finałowe spotkanie w samo południe 31 grudnia 2019 roku.
Obrońcami tytułu była drużyna KalPa, która w finale poprzedniej edycji pokonała w rzutach karnych Team Canada 2:1, jednak z powodu braku startu w obecnej edycji turnieju zespół ten nie obronił tytułu. W 93. edycji Pucharu Spenglera po raz 16 najlepszą ekipą okazał się Team Canada, który pokonał czeski HC Oceláři Trzyniec 4:0.

## Faza grupowa
Grupa Torriani
| 26 grudnia 2019 | HC Ambrì-Piotta | 4:1 | Saławat Jułajew Ufa | Vaillant Arena |

| Szczegóły      | Szczegóły                                                                                | Szczegóły       | Szczegóły              | Szczegóły |
| -------------- | ---------------------------------------------------------------------------------------- | --------------- | ---------------------- | --- |
| Godzina: 15:10 | R. Sabolič (EQ) 02:28 M. D’Agostini (SH) 15:46 M. Müller (PP) 23:33 M. Müller (EN) 59:42 | (2:0, 1:1, 1:0) | 38:39 (EQ) J. Lisawiec | Widzów: 6300 Sędzia główny: Jewgienij Romasko Daniel Stricker Sędziowie liniowi: Roman Kaderli Dmitrij Sziszło |
| Godzina: 15:10 | 6 min. kar                                                                               |                 | 12 min. kar            | Widzów: 6300 Sędzia główny: Jewgienij Romasko Daniel Stricker Sędziowie liniowi: Roman Kaderli Dmitrij Sziszło |

| 27 grudnia 2019 | TPS Turku | 4:3 | Saławat Jułajew Ufa | Vaillant Arena |

| Szczegóły      | Szczegóły                                                                                  | Szczegóły       | Szczegóły                                                        | Szczegóły |
| -------------- | ------------------------------------------------------------------------------------------ | --------------- | ---------------------------------------------------------------- | --- |
| Godzina: 15:10 | O. Lehtinen (PP) 05:50 A. Anttalainen (EQ) 30:51 T. Sund (EQ) 32:30 I. Filppula (EQ) 35:08 | (1:1, 3:0, 0:2) | 12:01 (EQ) E. Gimatow 55:36 (EQ) S. Galijew 59:29 (EA) R. Amirow | Widzów: 6300 Sędzia główny: Micha Hebeisen Anssi Salonen Sędziowie liniowi: Lauri Nikulainen Dominik Schlegel |
| Godzina: 15:10 | 2 min. kar                                                                                 |                 | 8 min. kar                                                       | Widzów: 6300 Sędzia główny: Micha Hebeisen Anssi Salonen Sędziowie liniowi: Lauri Nikulainen Dominik Schlegel |

| 28 grudnia 2019 | HC Ambrì-Piotta | 3:0 | TPS Turku | Vaillant Arena |

| Szczegóły      | Szczegóły                                                             | Szczegóły       | Szczegóły   | Szczegóły                                                                                               |
| -------------- | --------------------------------------------------------------------- | --------------- | ----------- | --- |
| Godzina: 15:10 | B. Flynn (SH) 28:59 M. D’Agostini (EQ) 35:34 M. D’Agostini (EN) 58:42 | (0:0, 2:0, 1:0) |             | Widzów: 6300 Sędzia główny: Mark Lemelin Marc Wiegand Sędziowie liniowi: Roman Kaderli Dominik Schlegel |
| Godzina: 15:10 | 12 min. kar                                                           |                 | 16 min. kar | Widzów: 6300 Sędzia główny: Mark Lemelin Marc Wiegand Sędziowie liniowi: Roman Kaderli Dominik Schlegel |

| Lp. | Zespół              | M | Pkt | Z | WpD | PpD | P | G+ | G- | +/− |
| --- | ------------------- | - | --- | - | --- | --- | - | -- | -- | --- |
| 1   | HC Ambrì-Piotta     | 2 | 6   | 2 | 0   | 0   | 0 | 7  | 1  | +6  |
| 2   | TPS Turku           | 2 | 3   | 1 | 0   | 0   | 1 | 4  | 6  | –2  |
| 3   | Saławat Jułajew Ufa | 2 | 0   | 0 | 0   | 0   | 2 | 4  | 8  | –4  |

    = bezpośredni awans do półfinału,     = udział w ćwierćfinale
Grupa Cattini
| 26 grudnia 2019 | HC Oceláři Trzyniec | 1:4 | Team Canada | Vaillant Arena |

| Szczegóły      | Szczegóły                 | Szczegóły       | Szczegóły                                                                          | Szczegóły                                                                                                |
| -------------- | ------------------------- | --------------- | ---------------------------------------------------------------------------------- | --- |
| Godzina: 20:15 | A. Chmielewski (EQ) 28:31 | (0:1, 0:2, 1:1) | 05:45 (PP) K. Versteeg 22:06 (PP) K. Clark 26:59 (EQ) K. Clark 58:59 (EN) K. Clark | Widzów: 6006 Sędzia główny: Mark Lemelin Marc Wiegand Sędziowie liniowi: Balazs Kovacs Marc-Henri Progin |
| Godzina: 20:15 | 12 min. kar               |                 | 4 min. kar                                                                         | Widzów: 6006 Sędzia główny: Mark Lemelin Marc Wiegand Sędziowie liniowi: Balazs Kovacs Marc-Henri Progin |

| 27 grudnia 2019 | HC Davos | 1:4 | HC Oceláři Trzyniec | Vaillant Arena |

| Szczegóły      | Szczegóły             | Szczegóły       | Szczegóły                                                                                   | Szczegóły                                                                                                 |
| -------------- | --------------------- | --------------- | ------------------------------------------------------------------------------------------- | --- |
| Godzina: 20:15 | H. Pesonen (PP) 40:35 | (0:1, 0:0, 1:3) | 14:07 (EQ) O. Kovařčík 57:19 (EQ) R. Martynek 58:34 (EN) J. Polanský 59:59 (EN) O. Kovařčík | Widzów: 6300 Sędzia główny: Mark Lemelin Daniel Stricker Sędziowie liniowi: Balazs Kovacs Dmitrij Sziszło |
| Godzina: 20:15 | 6 min. kar            |                 | 8 min. kar                                                                                  | Widzów: 6300 Sędzia główny: Mark Lemelin Daniel Stricker Sędziowie liniowi: Balazs Kovacs Dmitrij Sziszło |

| 28 grudnia 2019 | Team Canada | 5:1 | HC Davos | Vaillant Arena |

| Szczegóły      | Szczegóły                                                                                                | Szczegóły       | Szczegóły              | Szczegóły |
| -------------- | --- | --------------- | ---------------------- | --- |
| Godzina: 20:15 | A. MacDonald (EQ) 02:18 D. Jeffrey (EQ) 03:30 E. Fehr (EQ) 27:16 K. Clark (EQ) 30:38 A. Grant (EQ) 37:16 | (2:0, 3:0, 0:1) | 44:39 (PP) L. Hischier | Widzów: 6300 Sędzia główny: Micha Hebeisen Jewgienij Romasko Sędziowie liniowi: Daniel Stricker Marc-Henri Progin |
| Godzina: 20:15 | 14 min. kar                                                                                              |                 | 8 min. kar             | Widzów: 6300 Sędzia główny: Micha Hebeisen Jewgienij Romasko Sędziowie liniowi: Daniel Stricker Marc-Henri Progin |

| Lp. | Zespół              | M | Pkt | Z | WpD | PpD | P | G+ | G- | +/− |
| --- | ------------------- | - | --- | - | --- | --- | - | -- | -- | --- |
| 1   | Team Canada         | 2 | 6   | 2 | 0   | 0   | 0 | 9  | 2  | +7  |
| 2   | HC Oceláři Trzyniec | 2 | 3   | 1 | 0   | 0   | 1 | 5  | 5  | 0   |
| 3   | HC Davos            | 2 | 0   | 0 | 0   | 0   | 2 | 2  | 9  | –7  |

    = bezpośredni awans do półfinału,     = udział w ćwierćfinale

## Faza pucharowa
|  |                     |                     |              |                 |                 |                     |                     |           |             |             |       |       |       |
|  | Ćwierćfinały        | Ćwierćfinały        | Ćwierćfinały |                 |                 | Półfinały           | Półfinały           | Półfinały |             |             | Finał | Finał | Finał |
|  | Ćwierćfinały        | Ćwierćfinały        | Ćwierćfinały |                 |                 | Półfinały           | Półfinały           | Półfinały |             |             | Finał | Finał | Finał |
|  |                     |                     |              |                 |                 |                     |                     |           |             |             |       |       |       |
|  |                     |                     |              |                 |                 |                     |                     |           |             |             |       |       |       |
|  |                     |                     |              | Team Canada     | Team Canada     | 6                   |                     |           |             |             |       |       |       |
|  |                     |                     |              | Team Canada     | Team Canada     | 6                   |                     |           |             |             |       |       |       |
|  | TPS Turku           | TPS Turku           | 3            |                 |                 | TPS Turku           | TPS Turku           | 0         |             |             |       |       |       |
|  | TPS Turku           | TPS Turku           | 3            |                 |                 | TPS Turku           | TPS Turku           | 0         |             |             |       |       |       |
|  | HC Davos            | HC Davos            | 1            |                 |                 |                     |                     |           | Team Canada | Team Canada | 4     |       |       |
|  | HC Davos            | HC Davos            | 1            |                 |                 |                     |                     |           | Team Canada | Team Canada | 4     |       |       |
|  |                     |                     |              |                 |                 | HC Oceláři Trzyniec | HC Oceláři Trzyniec | 0         |             |             |       |       |       |
|  |                     |                     |              |                 |                 | HC Oceláři Trzyniec | HC Oceláři Trzyniec | 0         |             |             |       |       |       |
|  |                     |                     |              | HC Ambrì-Piotta | HC Ambrì-Piotta | 2                   |                     |           |             |             |       |       |       |
|  |                     |                     |              | HC Ambrì-Piotta | HC Ambrì-Piotta | 2                   |                     |           |             |             |       |       |       |
|  | HC Oceláři Trzyniec | HC Oceláři Trzyniec | 3            |                 |                 | HC Oceláři Trzyniec | HC Oceláři Trzyniec | 3         |             |             |       |       |       |
|  | HC Oceláři Trzyniec | HC Oceláři Trzyniec | 3            |                 |                 | HC Oceláři Trzyniec | HC Oceláři Trzyniec | 3         |             |             |       |       |       |
|  | Saławat Jułajew Ufa | Saławat Jułajew Ufa | 2            |                 |                 |                     |                     |           |             |             |       |       |       |
|  | Saławat Jułajew Ufa | Saławat Jułajew Ufa | 2            |                 |                 |                     |                     |           |             |             |       |       |       |

Ćwierćfinały
| 29 grudnia 2019 | TPS Turku | 3:1 | HC Davos | Vaillant Arena |

| Szczegóły      | Szczegóły                                                                 | Szczegóły       | Szczegóły             | Szczegóły |
| -------------- | ------------------------------------------------------------------------- | --------------- | --------------------- | --- |
| Godzina: 15:10 | L. Pajuniemi (EQ) 15:44 J. Janatuinen (EQ) 48:42 J. Janatuinen (EQ) 55:53 | (1:1, 0:0, 2:0) | 08:42 (EQ) Y. Frehner | Widzów: 6036 Sędzia główny: Mark Lemelin Jewgienij Romasko Sędziowie liniowi: Roman Kaderli Lauri Nikulainen |
| Godzina: 15:10 | 4 min. kar                                                                |                 | 6 min. kar            | Widzów: 6036 Sędzia główny: Mark Lemelin Jewgienij Romasko Sędziowie liniowi: Roman Kaderli Lauri Nikulainen |

| 29 grudnia 2019 | HC Oceláři Trzyniec | 3:2 | Saławat Jułajew Ufa | Vaillant Arena |

| Szczegóły      | Szczegóły                                                            | Szczegóły       | Szczegóły                                       | Szczegóły |
| -------------- | -------------------------------------------------------------------- | --------------- | ----------------------------------------------- | --- |
| Godzina: 20:15 | J. Polanský (EQ) 04:36 M. Stránský (EQ) 20:45 R. Martynek (PP) 50:39 | (1:0, 1:2, 1:0) | 21:15 (EQ) A. Kruczinin 35:08 (EQ) D. Baszkirow | Widzów: 5606 Sędzia główny: Anssi Salonen Daniel Stricker Sędziowie liniowi: Dominik Schlegel Dmitrij Sziszło |
| Godzina: 20:15 | 8 min. kar                                                           |                 | 8 min. kar                                      | Widzów: 5606 Sędzia główny: Anssi Salonen Daniel Stricker Sędziowie liniowi: Dominik Schlegel Dmitrij Sziszło |

Półfinały
| 30 grudnia 2019 | Team Canada | 6:0 | TPS Turku | Vaillant Arena |

| Szczegóły      | Szczegóły | Szczegóły       | Szczegóły   | Szczegóły                                                                                                  |
| -------------- | --- | --------------- | ----------- | --- |
| Godzina: 15:10 | K. Clark (PP) 04:40 P. Postma (EQ) 15:35 C. DiDomenico (PP) 33:33 E. Faille (EQ) 42:53 K. Versteeg (EQ) 44:47 K. Clark (EQ) 57:58 | (2:0, 1:0, 3:0) |             | Widzów: 6300 Sędzia główny: Daniel Stricker Marc Wiegand Sędziowie liniowi: Balazs Kovacs Dominik Schlegel |
| Godzina: 15:10 | 10 min. kar |                 | 20 min. kar | Widzów: 6300 Sędzia główny: Daniel Stricker Marc Wiegand Sędziowie liniowi: Balazs Kovacs Dominik Schlegel |

| 30 grudnia 2019 | HC Ambrì-Piotta | 2:3 pd. | HC Oceláři Trzyniec | Vaillant Arena |

| Szczegóły      | Szczegóły                                  | Szczegóły       | Szczegóły                                                            | Szczegóły |
| -------------- | ------------------------------------------ | --------------- | -------------------------------------------------------------------- | --- |
| Godzina: 20:15 | G. Dal Pian (EQ) 04:37 B. Flynn (EQ) 51:06 | (1:0, 0:1, 1:1) | 39:14 (EQ) O. Kovařčík 45:25 (EQ) V. Dravecký 61:46 (EQ) M. Stránský | Widzów: 6300 Sędzia główny: Micha Hebeisen Anssi Salonen Sędziowie liniowi: Marc-Henri Progin Dmitrij Sziszło |
| Godzina: 20:15 | 4 min. kar                                 |                 | 8 min. kar                                                           | Widzów: 6300 Sędzia główny: Micha Hebeisen Anssi Salonen Sędziowie liniowi: Marc-Henri Progin Dmitrij Sziszło |

Finał
| 31 grudnia 2019 | Team Canada | 4:0 | HC Oceláři Trzyniec | Vaillant Arena |

| Szczegóły      | Szczegóły                                                                                 | Szczegóły       | Szczegóły   | Szczegóły |
| -------------- | ----------------------------------------------------------------------------------------- | --------------- | ----------- | --- |
| Godzina: 12:10 | D. Jeffrey (PP) 29:02 I. Mitchell (PP) 31:40 K. Versteeg (PP) 33:09 D. Jeffrey (SH) 44:55 | (0:0, 3:0, 1:0) |             | Widzów: 6300 Sędzia główny: Jewgienij Romasko Mark Lemelin Sędziowie liniowi: Roman Kaderli Lauri Nikulainen |
| Godzina: 12:10 | 4 min. kar                                                                                |                 | 10 min. kar | Widzów: 6300 Sędzia główny: Jewgienij Romasko Mark Lemelin Sędziowie liniowi: Roman Kaderli Lauri Nikulainen |

Ostateczna kolejność
| Lp.   | Drużyna             |
| ----- | ------------------- |
| złoto | Team Canada         |
|       | HC Oceláři Trzyniec |
|       | TPS Turku           |
| 4     | HC Ambrì-Piotta     |
| 5     | Saławat Jułajew Ufa |
| 6     | HC Davos            |

## Skład triumfatorów
Skład zdobywcy Pucharu Spenglera – Team Canada.
- Bramkarze: Brendan Burke, Zach Fucale, Matt Tomkins
- Obrońcy: Alex Grant, Andrew MacDonald, Mathew Maione, Ian Mitchell, Maxim Noreau, Paul Postma, Nick Ross, Patrick Wiercioch
- Napastnicy: Zach Boychuk, Kevin Clark, Justin Danforth, David Desharnais, Éric Faille, Eric Fehr, Dustin Jeffrey, Josh Jooris, Dion Knelsen, Ben Maxwell, Blair Riley, Scottie Upshall, Kris Versteeg, Daniel Winnik
- Trener: Craig MacTavish

## Skład gwiazd turnieju
Po zakończeniu turnieju decyzją dziennikarzy został wybrany skład gwiazd, skupiający najlepszą szóstkę zawodników na indywidualnych pozycjach.
- Bramkarz:  Zach Fucale (Team Canada)
- Obrońcy:  Martin Gernát (HC Oceláři Trzyniec),  Maxim Noreau (Team Canada)
- Napastnicy:  Kevin Clark (Team Canada),  Aron Chmielewski (HC Oceláři Trzyniec),  Matt D‘Agostini (HC Ambrì-Piotta)